# Jurong FC
O Jurong Football Club foi um clube de futebol com sede no bairro de Jurong, em Singapura. A equipe competiu na S.League

## História
O clube foi fundado em 1975 e foi dissolvido em 2003. Foi um clube que disputou a S.League a partir da segunda temporada, e completando cinco temporadas até a dissolução.